# Шипуново (Усть-Пристанский район)
Шипуново — упразднённое село в Усть-Пристанском районе Алтайского края. Входило в состав Усть-Пристанского сельсовета. Упразднено в 2009 г.

## История
Село было основано в 1750 году. В 1926 году в селе имелось 87 хозяйств. В национальном составе населения того периода преобладали русские. Действовали школа I ступени и лавка общества потребителей. В административном отношении являлось центром Шипуновского сельсовета Пристанского района Бийского округа Сибирского края.

## Население
| 1926 | 1997 | 2001 | 2002 | 2003 | 2004 |
| ---- | ---- | ---- | ---- | ---- | ---- |
| 365  | ↘1   | →1   | →1   | →1   | →1   |

Национальный состав
Согласно результатам переписи 2002 года, в национальной структуре населения русские составляли 100 %.